# Томица Милосављевић
Томица Милосављевић (Крушевац, 24. децембар 1955) био је министар здравља Републике Србије у периоду 2002—2011.

## Биографија
Рођен је 1955. у Крушевцу. Основну школу и гимназију завршио је у Параћину. Диплому Медицинског факултета Универзитета у Београду стекао је 1979. године. Магистрирао је 1983, а докторску дисертацију на истом факултету одбранио је 1988. године.
Стручно се усавршавао у Минхену, Лондону и Амстердаму.
Запослен је као редовни професор Медицинског факултета Универзитета у Београду, специјалиста интерниста, субспецијалиста гастроентерохепатолог у Клиничком центру Србије у Београду.
На дужност министра здравља први пут је изабран 2002. године, након изласка Обрена Јоксимовића из владе Зорана Ђинђића. Поново је изабран (као кадар Г 17+) 3. марта 2004. године, и реизабран 15. маја 2007. године.
Од 7. јула 2008. године, у влади Мирка Цветковића, такође врши функцију министра здравља.
До 2009. године је вршио функцију председника градског одбора Београда странке Г17 Плус, чији је потпредседник био до 2010 .
Од 2005. до 2008. обављао дужност члана Сталног комитета СЗО за Европу, а од 2009 до 2012 члана Извршног одбора СЗО у Женеви.
Септембра 2007 био је председник 57. заседања СЗО за Европу, одржаног у Београду.
Од 2008. члан Борда ЕАГЕН (Европске Асоцијације за Гастроентерологију, Ендоскопију и Нутрицију) а од 2012. као представник ЕАГЕН члан Генералне скупштине УЕГ (Уједињене Европске Гастроентерологије). Изабран је за председника ЕАГЕН за период 2015-2016 година.
Од 1998 до 2002 био је председник Југословенског удружења за дигестивну ендоскопију, од 2004.до 2008. председник Југословенског колопроктолошког друштва, а од 2009. до 2013. председник Удружења гастроентеролога Србије.
За време његовог министарског мандата основана Агенција за лекове Србије, законом регулисане и основане коморе запослених у здравственом систему (лекарска, стоматолошка, фармацеутска, биохемијска, сестринска), основана Агенција за акредитацију здравствених установа, као и Комора здравствених установа.
У априлу 2010. оперисао је дискус хернију у Немачкој, што је изазвало велике полемике у јавности.
Поднео је неопозиву оставку на место министра 28. јануара 2011. године из личних разлога.
Ожењен је и отац троје деце.